# Brian Mussche
Brian Mussche (13 mei 1972) is een Nederlands voormalig voetballer die voorkeur had als een middenvelder.   

## Loopbaan
Brian Mussche begon in zijn jeugd met voetballen bij SV Alliance '22, RCH, HFC Haarlem en Telstar. Mussche debuteerde met Telstar in het betaald voetbal in 1991. Hij speelde zeven wedstrijden bij Telstar. In 1992 maakte hij de overstap naar HFC EDO voetbalclub uit Haarlem. Daarna hij had gespeeld bij FC Hilversum en ADO'20.
Mussche was aanvoerder van Quick Boys. Quick Boys behaalde niet alleen het kampioenschap in 2004. Het werd zelfs algeheel amateurkampioen van Nederland.  Hierna ging hij naar Ter Leede. Mussche beëindigde zijn voetbalcarrière in 2008.
Mussche was Technisch Manager in 2013-2014 bij Quick Boys.  Na deze seizoen neemt Gert Aandewiel taak over.

## Erelijst

### Persoonlijk
|                                |    |           |  |  |  |
| Speler van het jaar Quick Boys | 1x | 2001-2002 |  |  |  |